# Ministère de la Promotion de la femme et de la famille
 (mai 2024).
La mise en forme du texte ne suit pas les recommandations de Wikipédia : il faut le « wikifier ».
Les points d'amélioration suivants sont les cas les plus fréquents :
- Les titres sont pré-formatés par le logiciel. Ils ne sont ni en capitales, ni en gras.
- Le texte ne doit pas être écrit en capitales (les noms de famille non plus), ni en gras, ni en italique, ni en « petit »…
- Le gras n'est utilisé que pour surligner le titre de l'article dans l'introduction, une seule fois.
- L'italique est rarement utilisé : mots en langue étrangère, titres d'œuvres, noms de bateaux, etc.
- Les citations ne sont pas en italique mais en corps de texte normal. Elles sont entourées par des guillemets français : « et ».
- Les listes à puces sont à éviter, des paragraphes rédigés étant largement préférés. Les tableaux sont à réserver à la présentation de données structurées (résultats, etc.).
- Les appels de note de bas de page (petits chiffres en exposant, introduits par l'outil «  Source ») sont à placer entre la fin de phrase et le point final[comme ça].
- Les liens internes (vers d'autres articles de Wikipédia) sont à choisir avec parcimonie. Créez des liens vers des articles approfondissant le sujet. Les termes génériques sans rapport avec le sujet sont à éviter, ainsi que les répétitions de liens vers un même terme.
- Les liens externes sont à placer uniquement dans une section « Liens externes », à la fin de l'article. Ces liens sont à choisir avec parcimonie suivant les règles définies. Si un lien sert de source à l'article, son insertion dans le texte est à faire par les notes de bas de page.
- La présentation des références doit suivre les conventions bibliographiques. Il est recommandé d'utiliser les modèles {{Ouvrage}}, {{Chapitre}}, {{Article}}, {{Lien web}} et/ou {{Bibliographie}}. Le mode d'édition visuel peut mettre en forme automatiquement les références.
- Insérer une infobox (cadre d'informations à droite) n'est pas obligatoire pour parachever la mise en page.

Pour une aide détaillée, merci de consulter Aide:Wikification.
Si vous pensez que ces points ont été résolus, vous pouvez retirer ce bandeau et améliorer la mise en forme d'un autre article.
Le ministère de la Promotion de la femme et de la famille, (en anglais, Ministry for the promotion of women and the family) est un ministère camerounais. Il est placé sous l'autorité d'un ministre. Il est chargé de l'élaboration, de la mise en œuvre et de l’évaluation des mesures relatives au respect des droits de la femme et à la protection de la famille.

## Historique
Les grandes dates :
- 1975 : création d’un ministère des affaires sociales. Nommée à ce poste Delphine Tsanga devient la première femme ministre au Cameroun ;
- 1984 : création d’un ministère de la condition féminine ;
- 1988 : création d’un ministère des affaires sociales et de la condition féminine ;
- 1990 : la loi no 90/43 relative aux conditions d’entrée, de séjour et de sortie du territoire supprime l’exigence d’une autorisation martiale, pour permettre aux conjoints de sortir du territoire camerounais ;
- 1990 : Nommée DG de la SNL, la société nationale d’investissement, Esther Dang devient la première femme à diriger une société d’État ;
- 1997 : re-création d’un ministère de la condition féminine ;
- 2004 : création d’un ministère de la promotion de la femme et de la famille ;
- 2005 : Dorothy Njeuma devient la première femme Recteur d’université. L’ancienne ministre a été nommée à la tête de l’université de Buéa ;
- 2012: installation à Bandjoun, dans le koung-khi, Antoinette Justine Zongo née Nyambone devient la première femme préfet du Cameroun.

## Organisation
Le ministre chargé de la promotion de la femme et de la famille, pour accoplissement de sa mission dispose: d’un secrétariat particulier, de deux conseillers techniques, d’une inspection générale, d’une administration centrale et de services déconcentrés.

## Mission
Le Ministre de la promotion de la Femme et de la Famille (MINPROFF) est responsable de l’élaboration et de la mise en œuvre des mesures gouvernementales relatives à la promotion et au respect des droits de la femme et à la protection de la famille.
À ce titre, il est chargé :
- de veiller à l’élimination de toute discrimination à l’égard de la femme ;
- de veiller à l’accroissement des garanties d’égalité à l’égard de la femme dans tous les domaines d’activités ;
- d’étudier et de soumettre au gouvernement les conditions facilitant l’emploi de la femme dans tous les secteurs d’activités ;
- d’étudier et de proposer les stratégies et mesures visant à renforcer la promotion et la protection de la famille ;
- d’étudier et proposer les mesures visant à la promotion et la protection des droits de l’enfant.

Il assure la liaison entre le gouvernement et le Fonds Fde Développement des Nations Unies pour la femme (UNIFEM), en liaison avec le ministère des relations extérieures ainsi qu’avec toutes les organisations politiques nationales et internationales de promotion de la femme, et exerce la tutelle sur les structures de formation féminine, à l’exclusion des établissements relevant des ministères chargés des questions l’enseignement.

## Liste des ministres successifs depuis 1975
| N° | Périodes  | Noms et prénoms                     | Images |
| -- | --------- | ----------------------------------- | ------ |
| 1  | 1975-1984 | Delphine TSANGA                     |        |
| 2  | 1984-2000 | Yaou Aïssatou                       |        |
| 3  | 2000-2001 | Julienne NGO SOM                    |        |
| 4  | 2001-2004 | Catherine Bakang Mbock              |        |
| 5  | 2004-2009 | Suzanne Mbomback                    |        |
| 6  | 2009-     | Marie-Thérèse Abena Ondoa née OBAMA |        |